# Lijst van afleveringen van Chicago Justice
Dit is een lijst met afleveringen van de Amerikaanse televisieserie Chicago Justice. De serie wordt oorspronkelijk in Amerika uitgezonden door NBC.

## Seizoen 1 (2017)
| Nr. | Aflevering | Titel                 | Regisseur        | Schrijver(s)                          | Originele uitzenddatum |  |
| --- | ---------- | --------------------- | ---------------- | ------------------------------------- | ---------------------- |  |
| 1   | 1          | Fake                  | Donald Petrie    | Michael Chernuchin                    | 1 maart 2017           |  |
| 2   | 2          | Uncertainty Principle | Norberto Barba   | William N. Fordes                     | 5 maart 2017           |  |
| 3   | 3          | See Something         | Fred Berner      | Dick Wolf & Michael Chernuchin        | 7 maart 2017           |  |
| 4   | 4          | Judge Not             | Elodie Keene     | April Fitzsimmons                     | 12 maart 2017          |  |
| 5   | 5          | Friendly Fire         | Stephen Cragg    | Richard Sweren & April Fitzsimmons    | 19 maart 2017          |  |
| 6   | 6          | Dead Meat             | Eriq La Salle    | Lawrence Kaplow                       | 26 maart 2017          |  |
| 7   | 7          | Double Helix          | Donald Petrie    | Elizabeth Rinehart                    | 2 april 2017           |  |
| 8   | 8          | Lily's Law            | Donald Petrie    | Allison Intrieri                      | 9 april 2017           |  |
| 9   | 9          | Comma                 | Alex Zakrzewski  | Michael Chernuchin & Allison Intrieri | 16 april 2017          |  |
| 10  | 10         | Drill                 | Vincent Misiano  | Richard Sweren                        | 23 april 2017          |  |
| 11  | 11         | AQD                   | Victor Nelli jr. | Lawrence Kaplow & Elizabeth Rinehart  | 30 april 2017          |  |
| 12  | 12         | Fool Me Twice         | Martha Mitchell  | Bill Chais & William N. Fordes        | 7 mei 2017             |  |
| 13  | 13         | Tycoon                | Fred Berner      | Bill Chais                            | 14 mei 2017            |  |